# جت دوموتوره
جت دوموتوره هواپیمای جتی است دارای دو موتور جت. این پیکربندی محبوب‌ترین پیکربندی هواپیما برای هواپیماهای مسافربری، جنگنده‌ها و دیگر انواع هواپیما است، زیرا در صورت از کار افتادن یک موتور هنوز ایمنی برای هواپیما وجود دارد.

نمای سه سویه از نخستین هواپیمای جت جهان هاینکل ۲۸۰ که فقط در حد پیش نمونه باقی ماند و هرگز عملیاتی نشد.

## پیکربندی هواپیما
تا به امروز سه پیکربندی رایج برای جت دوموتوره وجود دارد:
۱-موتور زیر یا درون هر کدام از بال‌ها قرار دارد.
۲-موتورها در دو سوی بدنه، نزدیک دم هواپیما قرار دارد.
۳-در پیکربندی سوم هر دو متور جت درون بدنه کنار هم قرار دارد. این پیکربندی از دههٔ ۱۹۶۰ بیشتر برای هواپیماهای جنگنده به کار می‌رود و هنوز هم پیکربندی رایجی برای جت‌های جنگنده است. از نمونه‌های آن می‌توان به اف-۵، اف-۴، اف-۱۴، میگ-۲۹ و میراژ اف۱ را نام برد.

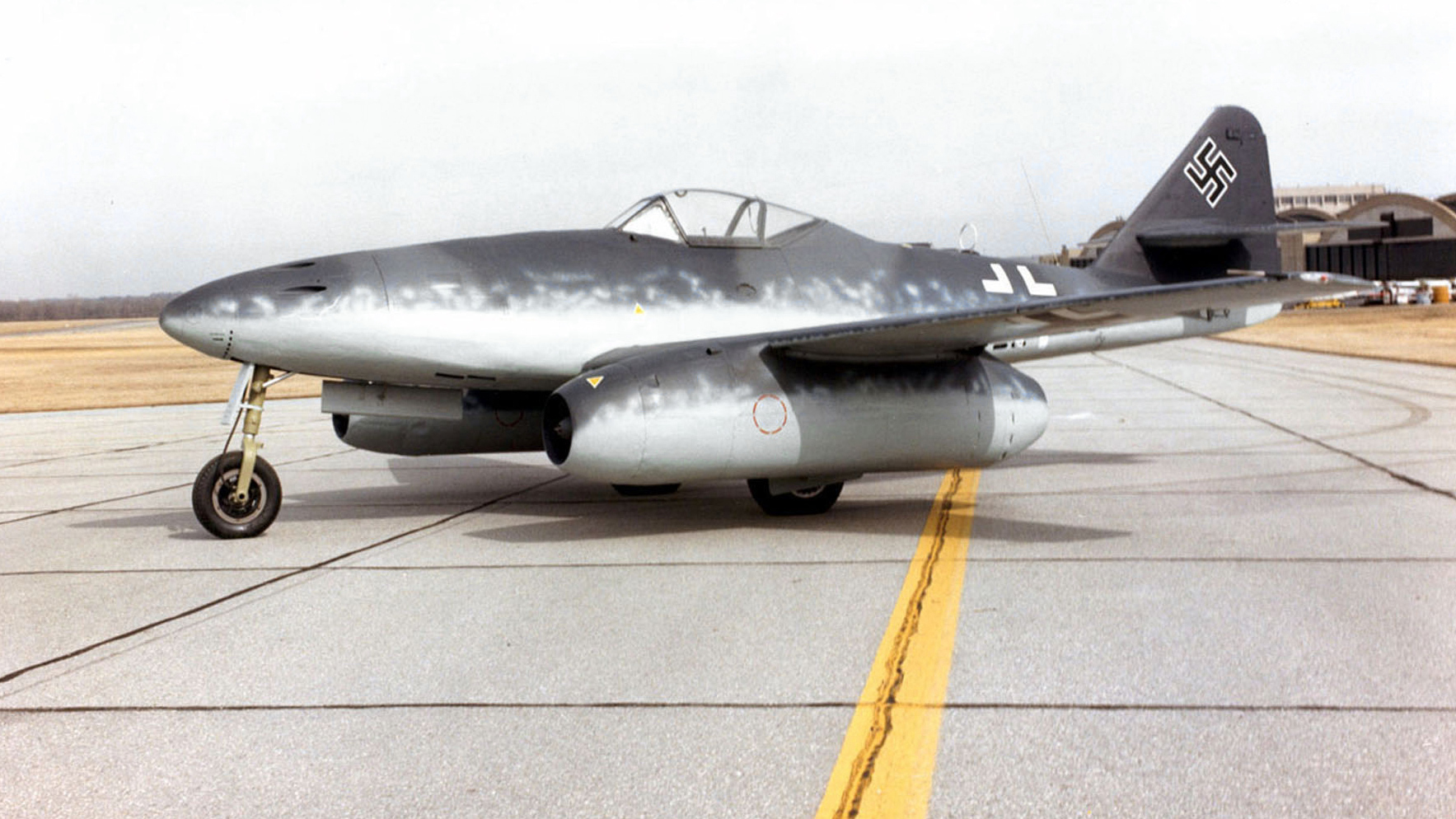
مسرشمیت ام‌ئی ۲۶۲ نخستین جت دوموتوره عملیاتی جهان

نخستین جت دوموتورهٔ جهان پیش نمونهٔ جنگندهٔ آلمانی هاینکل ۲۸۰ بود که در آوریل ۱۹۴۱ با دو موتور توربوجت کمپرسور گریز از مرکز هاینکل اس ۸ به پرواز در آمد.

## ایمنی
در صورتی که یک موتور هواپیما از کار بیفتد هواپیما برای رسیدن به نزدیک‌ترین فرودگاه باید برای مدت زمانی بتواند روی موتور دیگر خود تکیه کند (پرواز ایتاپس/الراپس نامیده می‌شود.). اگر هواپیما منطبق با استاندارد ایتاپس باشد نیروی رانش آن هیچ مشکلی نخواهد داشت و یک موتور معمولاً آن قدر نیرومند هست که به اسانی بتواند هواپیما را در آسمان نگهدارد. استاندارد ایتاپس از این نکته اطمینان حاصل می‌کند که تعمیر و نگهداری و طراحی به گونه ایست که از کار افتادن یک موتور نمی‌تواند سبب از کار افتادن موتور دیگر شود. موتورها و سیستم‌های مربوطه باید ذاتاً مستقل باشند و مستقلاً تعمیر و نگهداری شوند. اغلب به اشتباه گمان می‌رود که ایتاپس/الراپس فقط مربوط به پروازهای طولانی فرادریایی است، ولی مربوط به هر پروازی که بیشتر از مسافت معینی از یک فرودگاه اضطراری در دسترس باشد می‌شود. پروازهای فرادریایی نزدیک فرودگاه‌های اضطراری نیازی به استانداردهای ایتاپس/الراپس ندارند.
در صورت از کار افتادن یک موتور، موتور باقی‌مانده باید بتواند نیروی رانش کافی برای نگه داشتن هواپیما در آسمان را داشته باشد، حتی اگر از کارافتادگی موتور هنگام برخاست و زمانی که برای کنسل کردن پرواز دیر است روی دهد. به عبارت دیگر یک هواپیمای دوموتوره با ماگزیمم بار باید توانایی برخاست با یک موتور را داشته باشد.